# Accessory (Band)
Accessory ist eine deutsche Synthiepop-/Electro-Band, die von Dirk Steyer und Kay Resch gegründet wurde. Die momentane Besetzung besteht aus Dirk Steyer und Mike Koenigsberger.

## Geschichte
Die Band wurde 1994 von Dirk Steyer und Kay Resch unter dem Namen Voices of Darkness gegründet und 1996 in Accessory  umbenannt. Im gleichen Jahr wurde das Demo-Tape Electronic Controlled Mind von der Band selbst und 1997 bei dem kleinen Label SD-IMAGE herausgebracht. Mit Injection erschien 1998 ein weiteres von der Band selbst verlegtes Tape. Ende 1999 stieß Ivo Lottig zur Band hinzu und gemeinsam gingen sie im Frühjahr 2000 mit And One auf eine dreiwöchige Deutschland-Tournee. Kurz darauf verließ Kay Resch die Band, um seine eigene Karriere zu verfolgen und wurde von Jukka Sandeck ersetzt. Resch kehrte 2001 als Beleuchter und Techniker zurück.
Das erste offizielle Album Jukka2147.de wurde im Februar 2001 beim Label Out of Line veröffentlicht. Direkt im Anschluss ging die Band mit Terminal Choice auf eine Deutschland-Tournee. Ende 2001 wurde die EP Deadline veröffentlicht. Im Frühjahr 2002 entstand das Live-Album Live./Hammer auf einer internationalen fünfwöchigen Tournee mit Hocico. Gleichzeitig wurde die auf 100 Stück limitierte Live-CD … And I Say “Go” veröffentlicht. Ende 2002 wurde die Single I Say Go herausgebracht. Nach der Veröffentlichung des zweiten Albums Titan im Mai 2003 verließ Jukka Sandeck die Band, um eine Solokarriere zu verfolgen. Die Zeit bis zur Veröffentlichung des nächsten Albums Forever and Beyond im April 2005 verbrachte die Band mit Live-Konzerten, unter anderem in Israel, Italien und Deutschland. Anschließend trat Accessory noch vereinzelt auf, so auf dem WGT 2006. Diese Pause wurde mit der Veröffentlichung des Stücks Ewigkeit im Frühjahr 2007 und der EP Holy Machine im August 2007 beendet. Nach der Veröffentlichung verließ Ivo Lottig die Band und wurde durch Mike Koenigsberger ersetzt. Die neue Besetzung veröffentlichte im April 2008 das Doppelalbum More Than Machinery, das sich acht Wochen in den Deutschen Alternativen Charts hielt und mit dem die Gruppe eine vierwöchige US-Tournee antrat. Im Jahr 2013 folgte das Album Resurrection. Im Rahmen der Electronic Transformers Tour 2015 spielte die Band Ende 2015 einige Konzerte in Deutschland. Anschließend nahmen die Aktivitäten des Projektes weiter ab. Über Infactet Recordings erschien 2019 das Album Elektrik.

## Stil
Die Anfänge der Musik des Projektes liegen im Electro, allerdings wandelte das Trio zunehmend den Stil zu einer Mischung aus Synthiepop und Trance in Varianten die in der Schwarzen Szene durch Interpreten wie Mind.in.a.box und Faderhead verkörpert wird. Die Musik änderte sich vom „kantig-rohen Electro-EBM“ zur Clubmusik, die als „weichgespültes Disco-Gewäsch“ kritisiert wurde.

## Diskografie

### Demos
- 1996: Electronic Controlled Mind
- 1998: Injection

### Alben
- 1997: Electronic Controlled Mind
- 2001: Jukka2147.de
- 2002: Live./Hammer
- 2003: Titan
- 2005: Forever & Beyond
- 2008: More Than Machinery
- 2011: Underbeat
- 2013: Resurrection
- 2019: Elektrik

### EPs und Singles
- 2001: Futurewave
- 2003: Deadline
- 2002: … And I Say „Go“
- 2002: I Say Go
- 2007: Holy Machine

### Sampler
- 2005: Awake The Machines Vol. 5 – Never (short version)
- 2008: Synthetic Reign Volume One – Heartattack